# École polytechnique universitaire de l'université Lyon-I
Polytech Lyon (ex-ISTIL) est l'une des 204 écoles d'ingénieurs françaises accréditées au 1er septembre 2020 à délivrer un diplôme d'ingénieur.
C'est la 14e école d'ingénieurs du réseau Polytech. Polytech Lyon est une école interne à l’université Claude Bernard Lyon I.

## Historique

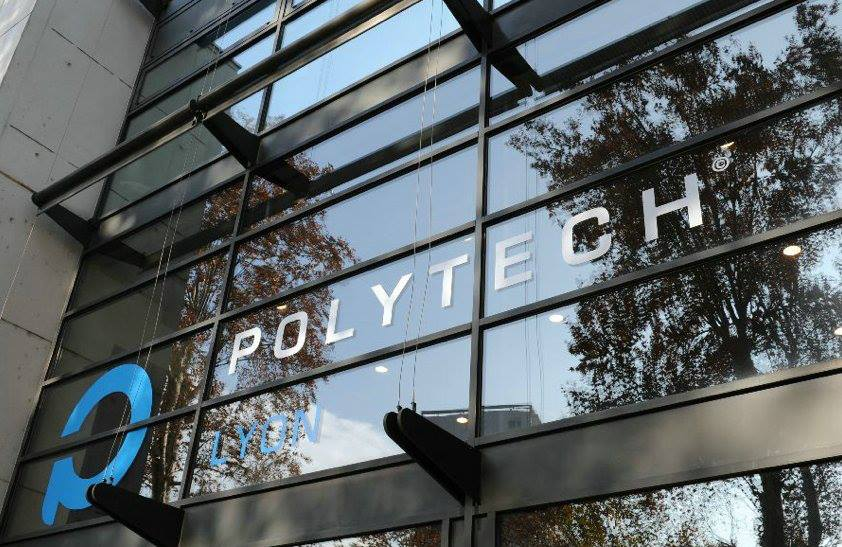
Logo de Polytech Lyon

L'Institut des sciences et techniques de l'ingénieur de Lyon (ISTIL) est créé en 1992 de la volonté du professeur Gérard Fontaine (alors président de l'université Claude-Bernard Lyon 1), et du professeur Paul Béthoux (alors vice-président de la même université).
- 1995 : première promotion diplômée de l'ISTIL.
- Au sein de la région Rhône-Alpes, l'ISTIL fait partie du réseau R2A des écoles d'ingénieurs internes aux universités, qui propose 21 spécialités dans six écoles, soit un flux de 800 diplômés par an.
- 2009 : l'ISTIL devient l’École polytechnique universitaire de Lyon[2].
- 2012 : l’École polytechnique universitaire de Lyon devient Polytech Lyon[3].

## Formations

### Cycle préparatoire
L'accès en cycle préparatoire se fait directement après le baccalauréat. Les étudiants intègrent le Parcours préparatoire aux écoles d'Ingénieurs Polytech (PeiP) de Polytech Lyon.
Il existe différents PeiP à Polytech Lyon selon le profil de l'étudiant :
- le PeiP A : parcours préparatoire en 2 ans après un baccalauréat général, ce cycle est rattaché à la licence de Mathématiques de l'Université Lyon 1. Les étudiants sont admis après avoir passé le concours Geipi Polytech qui consiste à l'étude de leur dossier puis en une épreuve écrite ou un entretien de motivation selon le dossier de l'étudiant.
- le PeiP C : parcours en 1 an pour les étudiants en PACES/PASS (reçus-collés en médecine) souhaitant se réorienter en école d'ingénieurs.
- le PeiP D : parcours en 3 ans pour les élèves titulaires d'un bac STI2D. Ce parcours est rattaché à la licence Sciences pour l'Ingénieur de l'Université de Saint-Étienne et les cours ont lieu sur le campus de Roanne.

Les enseignements de PeiP A sont basés sur les enseignements de Licence de Sciences et Technologies de l'université Lyon 1 et sont pour partie en commun avec le Cycle Universitaire Préparatoire aux Grandes Écoles (CUPGE) de l'Université Lyon 1. Au cours de ces deux ans de formation, les étudiants suivent des cours de Mathématiques (Arithmétique et Algèbre), de Physique (Électricité, Optique, Électromagnétisme), de Chimie, d'Informatique, ainsi que des cours transversaux (Anglais, Français, Sport, Gestion de projet...). Les étudiants de PeiP A sont évalués avec des devoirs surveillés et des interrogations orales (colles).
La première année, les étudiants peuvent choisir une spécialité dès le deuxième semestre :
- Physique/Mécanique : Mécanique Newtonienne, Mécanique du Point, Thermodynamique, Électromagnétisme, Optique physique.
- Informatique : Bases de la programmation, Algorithmie, Web.
Pour valider le PeiP, les étudiants doivent effectuer une expérience professionnelle (contrat de travail ou stage) de 4 semaines au minimum.
Les étudiants, validant ce cycle préparatoire, ont une place garantie dans une des écoles du Réseau Polytech, et classent 8 choix parmi les spécialités des 15 écoles dans les 12 domaines suivants : Eau, environnement, aménagement ; Électronique et systèmes numériques ; Énergétique, génie des procédés ; Génie biologique et alimentaire ; Génie biomédical, instrumentation ; Génie civil ; Génie industriel ; Informatique ; Matériaux ; Mathématiques appliquées et modélisation ; Mécanique ; Systèmes électriques.
Il existe des passerelles avec les licences de Lyon 1 pour les étudiants souhaitant se réorienter, la validation du PeiP permettant d'avoir le niveau L2.

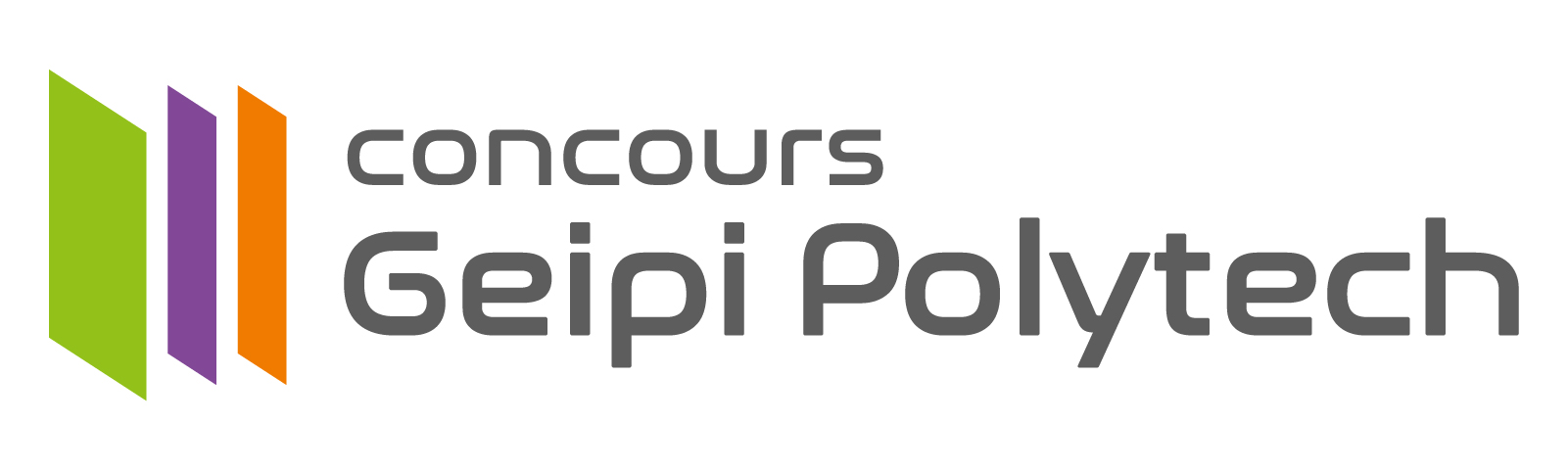
Logo du concours Geipi Polytech

### Spécialités en cycle Ingénieur

#### Formation initiale
Le cycle Ingénieur est ouvert aux étudiants possédant un Bac+2 ou un Bac+3 pour intégrer la 3e année (1re année de Cycle Ingénieur), selon leur profil (étudiants en cycle universitaire, étudiants en CPGE...), ou possédant un Bac+4 pour intégrer la 4e année (2e année de cycle Ingénieur).
Les études à Polytech Lyon se divisent en six filières distinctes : Matériaux, Mécanique, Génie biomédical, Informatique, Mathématiques appliquées et modélisation (anciennement Modélisation et calcul scientifique), Systèmes industriels et Robotique (spécialité enseignée sur le Technopôle Diderot, Roanne).
Les spécialités font l'objet d'enseignements spécifiques, tels que décrits ci-après, auxquels s'ajoutent des modules communs en sciences humaines et sociales, en métiers de l'ingénieur et langues :
- introduction aux brevets ;
- sociologie et ergonomie du travail ;
- business international ;
- marketing industriel ;
- management de projets ;
- innovation, communication ;
- comptabilité-gestion ;
- droit des affaires ;
- langues : allemand, anglais, espagnol, italien (d'autres langues peuvent être étudiées sur demande de l'étudiant).

Les étudiants effectuent deux semestres de stages au cours de leur cycle ingénieur (un stage Assistant ingénieur de 20 semaines en 4e année, et un stage Ingénieur de 22 semaines en 5e année).
Des partenariats sont mis en place avec une école de gestion, l'IAE de Lyon (en), dont certains professeurs de sciences de gestion interviennent pour des cours à Polytech Lyon. Ces accords permettent aussi l'attribution d'un double diplôme à certains étudiants souhaitant se spécialiser en Management en dernière année.

Le diplôme d'Ingénieur Polytech est soumis à 3 quitus :
- Un score de 785/990 points au TOEIC (niveau B2)
- Des actions citoyennes (10 Poly'points délivrés suite à des Poly'actions)
- Une mobilité à l'international (12 semaines minimum)

#### Alternance
La filière Informatique peut être réalisée de deux manières différentes:
- En FISA : 3 ans d'apprentissage.
- En FISE : La 5e année (3e année de cycle ingénieur) peut-être effectuée en contrat de professionnalisation.

Le contrat de professionnalisation en 5e année est aussi disponible pour les autres filières du cycle Ingénieur.

## Vie associative
Il y a plusieurs associations et clubs à Polytech Lyon qui dynamisent la vie étudiante.
- Le Bureau des Élèves (BDE).
- L'Association de Polytech Lyon des Élèves Ingénieurs en Génie Biomédical (APLEB).
- Poly Engineering Consulting (Polyenco), qui met au service des entreprises les compétences et le professionnalisme des élèves de Polytech Lyon.
- Poly'Mechanic, association basée sur l'automobile.
- Association de Robotique des Ingénieurs de Roanne (RIR, campus de Roanne).
- L'Association des Ingénieurs de Polytech Lyon (AIPL).
- Le Bureau des Arts et Activités (BDA), composé de plusieurs pôles (Audiovisuel, Broderie et Couture, Cinéma, Danse rock, Échecs, Jeux de Société, Jeux videos, Littérature, Musique, Montage musical, et Théâtre) qui promeut la culture lyonnaise et l'art auprès des étudiants.
- Le Bureau des Sports (BDS), qui organise diverses activités sportives avec les étudiants.

## Accès
Polytech Lyon est situé sur le campus de la Doua à Villeurbanne. On y accède facilement grâce aux trams T1 et T4, arrêts Condorcet et Université Lyon 1.